# Bremens borgerskap

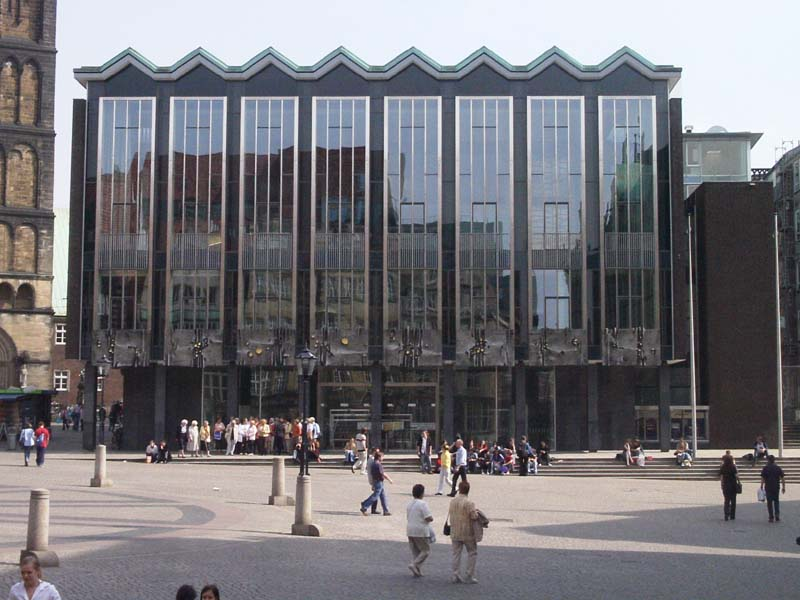
Haus der Bürgerschaft i Bremen.

Bremens borgerskap (tyska: Bremische Bürgerschaft) är parlamentet i förbundslandet Bremen i Tyskland. Borgerskapet har sitt säte i Haus der Bürgerschaft på Marktplatz. Borgerskapet har 83 ledamöter, varav 68 från staden Bremen och 15 från staden Bremerhaven. De 68 ledamöterna från Bremen utgör samtidigt Stadtbürgerschaft, staden Bremens kommunfullmäktige. Bremerhaven har sitt eget kommunfullmäktige, kallat Bremerhavener Stadtverordnetenversammlung.

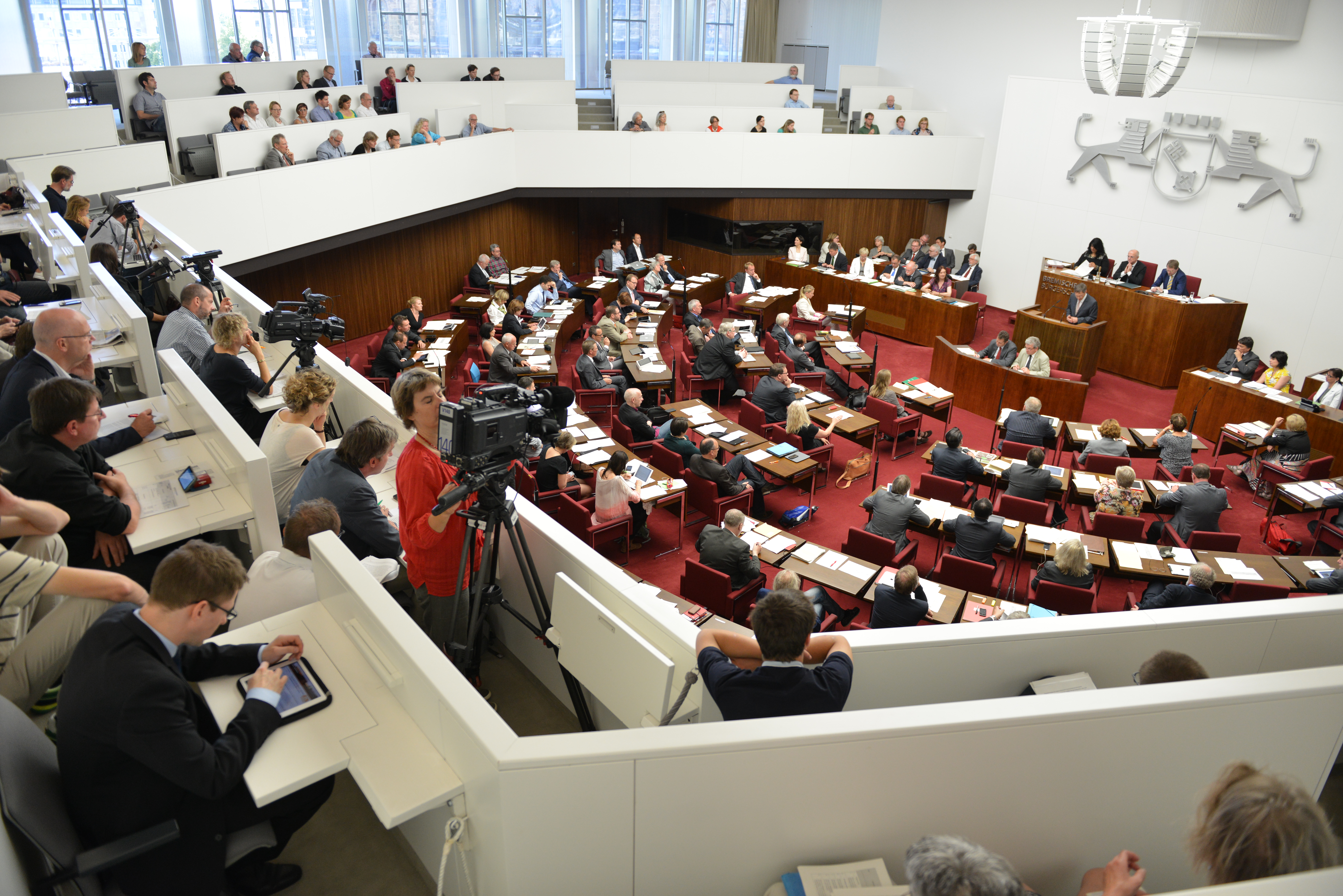
Plenisalen i Haus der Bürgerschaft.

Borgerskapet väljs i sin nuvarande form sedan 1947, men har medeltida rötter med föregångare i hansestaden Bremens råd.